# Mittagspitz
Der Mittagspitz ist ein 1857 m ü. M. hoher Berg im Fürstentum Liechtenstein.
Der Gipfel liegt auf der Grenze zwischen den Gemeinden Balzers und Triesen.